# Nuno Melo
João Nuno de Lacerda Teixeira de Melo (18 de marzo de 1966) es un abogado portugués, político conservador que se desempeña como ministro de Defensa Nacional, siendo también miembro de la Asamblea de la República, elegido por la circunscripción de Oporto. Fue diputado al Parlamento Europeo (MEP) en representación del Centro Democrático y Social-Partido Popular (CDS-PP), del que es presidente. 

## Biografía
Fue miembro de la Asamblea de la República durante las legislaturas VIII, IX y X y en 2004 presidió la decimotercera investigación parlamentaria sobre el accidente aéreo de Camarate de 1980 en el que murieron el primer ministro portugués, Francisco Sá Carneiro, y el ministro de Defensa.  
En 2007, fue elegido vicepresidente de la Asamblea de la República en sustitución de Telmo Correia, quien se convirtió en líder del bloque parlamentario. 
Fue miembro del Parlamento Europeo desde las elecciones de 2009. Primero trabajó en la Comisión de Libertades Civiles, Justicia y Asuntos de Interior antes de pasar a la Comisión de Agricultura y Desarrollo Rural en 2014. Además, ha sido miembro de las delegaciones del Parlamento ante la Asamblea Parlamentaria Euro-Latinoamericana y ante el Mercosur . Durante la legislatura de 2009 a 2014, Melo ocupó el segundo lugar en cuanto al número de preguntas parlamentarias formuladas a la Comisión Europea (1434). 
Aunque, después de que la Asamblea de la República se disolvió debido a la incapacidad del Gobierno socialista para aprobar un presupuesto, lo que significaba que pronto habría elecciones, Rodrigues dos Santos canceló el 29º Congreso en una medida generalmente controvertida, que llevó a muchas figuras prominentes a abandonar el partido. 